# Welles Hoyt
William Welles "Bill" Hoyt' (Glastonbury, Connecticut, 7 de maig de 1875 – Cambridge, Nova York, 1 de desembre de 1954) fou un atleta estatunidenc. Hoyt va prendre part en els Jocs Olímpics de 1896 a Atenes, guanyant la prova de Salt amb perxa amb un millor salt de 3m 30 cm. També va prendre part en la prova dels 110 metres tanques, però no sortí a competir en la final.
La seva millor marc en el Salt amb perxa fou de 3 m 46 cm el 1898.